# Campionati europei di canottaggio 2019
I Campionati europei di canottaggio 2019 sono stati la 76ª edizione della manifestazione. Si sono svolti dal 31 maggio al 2 giugno 2019 nel Lago di Rotsee a Lucerna, in Svizzera.

## Podi

### Uomini
| Evento                         | Oro | Tempo   | Argento | Tempo   | Bronzo | Tempo   |
| Singolo                        | Germania Oliver Zeidler | 6:47,32 | Paesi Bassi Stef Broenink | 6:47,51 | Bielorussia Pilip Pavukou | 6:47,72 |
| Singolo pesi leggeri           | Ungheria Péter Galambos | 6:57,00 | Polonia Artur Mikołajczewski | 6:58,98 | Italia Martino Goretti | 7:02,27 |
| Due di coppia                  | Polonia Mirosław Ziętarski Fabian Baranski | 6:13,51 | Svizzera Barnabé Delarze Roman Röösli | 6:13,60 | Romania Ioan Prundeanu Marian Enache | 6:13,96 |
| Due di coppia pesi leggeri     | Germania Jonathan Rommelmann Jason Osborne | 6:12,58 | Italia Stefano Oppo Pietro Ruta | 6:13,95 | Belgio Tim Brys Niels Van Zandweghe | 6:15,51 |
| Quattro di coppia              | Paesi Bassi Dirk Uittenbogaard Abe Wiersma Tone Wieten Koen Metsemakers                                                                                             | 5:35,75 | Italia Filippo Mondelli Andrea Panizza Luca Rambaldi Giacomo Gentili                                                                                  | 5:40,19 | Gran Bretagna Jack Beaumont Jonathan Walton Angus Groom Peter Lambert                                                                                       | 5:41,89 |
| Quattro di coppia pesi leggeri | Italia Catello Amarante II Lorenzo Fontana Alfonso Scalzone Gabriel Soares                                                                                          | 5:55,48 | Paesi Bassi Hilmar Verbeek David Kampman Ward van Zeijl Bart Lukkes                                                                                   | 5:56,89 | Francia Léo Grandsire Hugo Beurey Benjamin David Ferdinand Ludwig                                                                                           | 5:57,05 |
| Due senza                      | Croazia Martin Sinković Valent Sinković | 6:22,46 | Romania Marius Cozmiuc Ciprian Tudosă | 6:24,53 | Spagna Jaime Canalejo Pazos Javier García Ordóñez | 6:26,31 |
| Quattro senza                  | Gran Bretagna Oliver Cook Matthew Rossiter Rory Gibbs Sholto Carnegie                                                                                               | 5:51,01 | Polonia Mikołaj Burda Mateusz Wilangowski Marcin Brzeziński Michał Szpakowski                                                                         | 5:53,90 | Germania Felix Brummel Felix Wimberger Maximilian Planer Nico Merget                                                                                        | 5:56,08 |
| Otto                           | Germania Johannes Weißenfeld Laurits Follert Jakob Schneider Torben Johannesen Christopher Reinhardt Malte Jakschik Richard Schmidt Hannes Ocik Martin Sauer (Tim.) | 5:25,68 | Gran Bretagna Thomas Ford James Rudkin Thomas George Moe Sbihi Jacob Dawson Oliver Wynne-Griffith Matthew Tarrant Josh Bugajski Henry Fieldman (Tim.) | 5:26,55 | Paesi Bassi Vincent van der Want Boudewijn Röell Jasper Tissen Ruben Knab Mechiel Versluis Bram Schwarz Bjorn van den Ende Robert Lücken Aranka Kops (Tim.) | 5:27,97 |

### Donne
| Evento                     | Oro | Tempo   | Argento | Tempo   | Bronzo | Tempo   |
| Singolo                    | Irlanda Sanita Pušpure | 7:23,18 | Svizzera Jeannine Gmelin | 7:24,04 | Rep. Ceca Miroslava Topinková | 7:24,85 |
| Singolo pesi leggeri       | Italia Federica Cesarini | 7:32,45 | Germania Leonie Pieper | 7:34,17 | Paesi Bassi Marieke Keijser | 7:36,59 |
| Due di coppia              | Germania Leonie Menzel Carlotta Nwajide | 6:49,23 | Romania Nicoleta-Ancuța Bodnar Simona Geanina Radiș                                                                                                | 6:50,56 | Italia Stefania Buttignon Stefania Gobbi | 6:51,38 |
| Due di coppia pesi leggeri | Bielorussia Anastassija Janina Alena Furman | 6:58,69 | Francia Laura Tarantola Claire Bove | 7:00,29 | Svizzera Patricia Merz Frederique Rol | 7:02,63 |
| Quattro di coppia          | Germania Michaela Staelberg Julia Lier Franziska Kampmann Frieda Hämmerling | 6:16,69 | Paesi Bassi Roos de Jong Inge Janssen Sophie Souwer Olivia van Rooijen                                                                             | 6:17,08 | Ucraina Jewhenija Dowhodko Daryna Werchohljad Anastassija Koschenkowa Jana Dementjewa                                                                                             | 6:18,82 |
| Due senza                  | Spagna Aina Cid Virginia Díaz Rivas | 7:14,14 | Romania Adriana Ailincai Maria Tivodariu | 7:15,52 | Italia Kiri Tontodonati Aisha Rocek | 7:16,22 |
| Quattro senza              | Paesi Bassi Ellen Hogerwerf Karolien Florijn Ymkje Clevering Veronique Meester | 6:24,84 | Romania Ioana Vrinceanu Viviana-Iuliana Bejinariu Mădălina Bereș Denisa Tîlvescu                                                                   | 6:27,92 | Polonia Joanna Dittmann Monika Chabel Olga Michałkiewicz Maria Wierzbowska | 6:32,37 |
| Otto                       | Romania Cristina-Georgiana Popescu Amalia Bereș Madalina-Gabriela Casu Roxana Parascanu Beatrice-Mădălina Parfenie Iuliana Popa Maria-Magdalena Rusu Roxana-Iuliana Anghel Daniela Druncea (Stf.) | 6:03,49 | Gran Bretagna Fiona Gammond Zoe Lee Josephine Wratten Harriet Taylor Rowan McKellar Rebecca Shorten Karen Bennett Holly Norton Matilda Horn (Stf.) | 6:03,55 | Russia Vasilisa Stepanova Elisaweta Kowina Jekaterina Potapowa Anna Karpowa Olga Saruba Anastassija Tichanowa Jekaterina Sewostjanowa Elena Orjabinskaja Elisaweta Krylowa (Stf.) | 6:06,38 |

## Medagliere
| Pos.   | Paese         | Oro | Argento | Bronzo | Totale |
| ------ | ------------- | --- | ------- | ------ | ------ |
| 1      | Germania      | 5   | 1       | 1      | 7      |
| 2      | Paesi Bassi   | 2   | 3       | 2      | 7      |
| 3      | Italia        | 2   | 2       | 3      | 7      |
| 4      | Romania       | 1   | 4       | 1      | 6      |
| 5      | Polonia       | 1   | 2       | 1      | 4      |
| 5      | Gran Bretagna | 1   | 2       | 1      | 4      |
| 7      | Bielorussia   | 1   |         | 1      | 2      |
| 7      | Spagna        | 1   |         | 1      | 2      |
| 9      | Ungheria      | 1   |         |        | 1      |
| 9      | Croazia       | 1   |         |        | 1      |
| 9      | Irlanda       | 1   |         |        | 1      |
| 12     | Svizzera      |     | 2       | 1      | 3      |
| 13     | Francia       |     | 1       | 1      | 2      |
| 14     | Ucraina       |     |         | 1      | 1      |
| 14     | Belgio        |     |         | 1      | 1      |
| 14     | Rep. Ceca     |     |         | 1      | 1      |
| 14     | Russia        |     |         | 1      | 1      |
| Totale | Totale        | 17  | 17      | 17     | 51     |